# 刘丛强
刘丛强（1955年9月11日—），贵州遵义人，中国地球化学家。曾任国家自然科学基金委员会副主任、中国科学院地球化学研究所所长。中共十八大代表，第十三届全国政协委员。

## 生平
1955年出生于贵州遵义。1982年2月毕业于南京大学地球科学系岩石矿物地球化学专业。1984年12月获中国科学院地球化学研究所硕士学位，后留所任助理研究员。1986年5月至1987年4月，为日本理化学研究所访问学者。1991年3月于东京大学理学部化学系获博士学位。1991年4月，任理化学研究所基础科学特别研究员。1994年3月，任电气通信大学化学系副教授。1996年10月回国，任中国科学院地质与地球物理研究所研究员。1997年7月，任中国科学院地球化学研究所常务副所长，1998年7月至2009年9月任所长。1998年6月，加入中国共产党。1999年至2011年，兼任环境地球化学国家重点实验室主任。2013年2月至2018年，任国家自然科学基金委员会副主任。2018年，任国家自然科学基金委员会顾问委员会委员。
2011年当选为中国科学院院士。2017年当选爱丁堡皇家学会（Royal Society of Edinburgh）外籍院士。